# 龙树乡 (会东县)
龙树乡，是中华人民共和国四川省凉山彝族自治州会东县曾经下辖的一个乡。

## 行政区划
龙树乡撤销前下辖以下地区：
红花村、龙树田村、花山村、人民村和大石棚村。